# Steve Grote
Steve Grote (Cincinnati, 1955) è un ex cestista statunitense.

## Carriera
Venne selezionato dai Cleveland Cavaliers al terzo giro del Draft NBA 1977 (55ª scelta assoluta).
Ha vinto la medaglia di bronzo ai mondiali 1974.